# 阿特金森 (印地安納州)
阿特金森（英語：Atkinson）是位於美國印地安納州本頓縣的一個非建制地區。該地的面積和人口皆未知。

## 地理
阿特金森的座標為40°33′46″N 87°14′48″W / 40.56278°N 87.24667°W，而該地的平均海拔高度為237米（即778英尺）。